# No Way Back (televisieprogramma)
No Way Back is een Nederlands televisieprogramma van Talpa Media, uitgezonden op SBS6 gepresenteerd door Jan Versteegh. In het programma worden deelnemers onder leiding van Ray Klaassens fysiek en mentaal getest door een loodzware tocht af te leggen. Tijdens de tocht krijgen zij de keuze om op verschillende kampen achter te blijven of door te gaan. Het eerste seizoen was met onbekende Nederlanders. Het tweede seizoen werd vanaf januari 2025 uitgezonden onder de naam No Way Back VIPS, hieraan deden enkel bekende Nederlanders mee.
In maart 2024 werd bekend dat er ook een Amerikaanse versie van No Way Back komt onder presentatie van Bear Grylls.

## Opzet
Onder leiding van Ray Klaassens trekken zestien deelnemers door de wildernis. Onderweg dienen ze strategische keuzes te maken en trotseren ze verschillende kampen, waarin iedere deelnemer kan besluiten om achter te blijven. Ieder kamp heeft een waarde (aangeduid met een geldbedrag) die de deelnemers pas te horen krijgen zodra zij het tot het einde weten vol te houden in dit kamp. Als het eindpunt van de reis niet wordt bereikt, wordt dit bedrag verdubbeld voor alle deelnemers die nog in een kamp zitten. De deelnemer die het eindpunt van de tocht weet te halen, wint een prijzenpot van 50.000 euro.

## Seizoenen

### Seizoen 1
Seizoen 1 werd uitgezonden van 7 januari 2024 tot 25 februari 2024. Dit seizoen vond plaats in Noorwegen. Erik Peters en Merijn van der Beek waren de winnaars van het eerste seizoen van No Way Back.

### Seizoen 2
Het tweede seizoen ging van start op 5 januari 2025 en eindigde op 2 maart 2025. Dit seizoen vond plaats in Roemenië. In augustus 2024 werd bekendgemaakt dat aan dit tweede seizoen BN'ers mee zouden doen. Drie maanden later werden de veertien BN'ers bekendgemaakt. Tess Milne was de winnaar van het seizoen door als enige de tocht te voltooien.

#### Deelnemers
| Deelnemer       | Beroep             | Prestatie                          |
| --------------- | ------------------ | ---------------------------------- |
| Tess Milne      | Presentatrice      | Winnaar                            |
| Dennis Weening  | Presentator        | Halve finalist                     |
| Jebroer         | Artiest            | Halve finalist                     |
| Janice Blok     | Influencer         | Kamp 4                             |
| Isadee Jansen   | Model              | Kamp 4                             |
| Jaimie Vaes     | Presentatrice      | Kamp 3                             |
| Sandra Ysbrandy | Tv-kok             | Kamp 3                             |
| Danny Froger    | Zanger             | Kamp 3                             |
| Barbara Sloesen | Actrice            | Kamp 2                             |
| Mischa Blok     | Radiopresentatrice | Kamp 2                             |
| Brace           | Zanger             | Kamp 2                             |
| Suzanne Klemann | Zangeres           | Kamp 1                             |
| Igmar Felicia   | Radio-dj           | Opgegeven in aflevering 5          |
| Emile Ratelband | Positiveitsgoeroe  | Opgegeven in aflevering 2 (Kamp 1) |

#### Waarde kampen
- Kamp 1: €0,-
- Kamp 2: €10.000,-
- Kamp 3: €25.000,-
- Kamp 4: €15.000,-